# Claës Hain
Folke John Claës Hain, född 13 augusti 1909 i Malmö, död 23 september 1995, var en svensk företagsledare. Han var bror till Axel Hain.
Efter studentexamen i Malmö 1927 blev Hain juris kandidat vid Lunds universitet 1934 och genomförde tingstjänstgöring 1935–1937. Han praktiserade vid Svenska handelskammaren i London och Bruce Lindsay Brothers Ltd i Edinburgh 1937–1939, var sekreterare och byråchef vid Bränslekommissionen 1939–1944, anställdes vid Malmö förenade stuveri AB 1945 och var verkställande direktör där från 1950.
Hain var styrelseledamot i Södra Sveriges stuvareförbund, Malmö stadsbiblioteks vänner, fullmäktig i Skånes handelskammare, revisor i Svenska Sockerfabriks AB samt i Malmö planterings- och försköningsförening. Han utsågs till ledamot av Kungliga Humanistiska Vetenskapssamfundet i Lund 1973.